# Borassus akeassii
Borassus akeassii là loài thực vật có hoa thuộc họ Arecaceae. Loài này được Bayton, Ouédr. & Guinko mô tả khoa học đầu tiên năm 2006.

## Hình ảnh

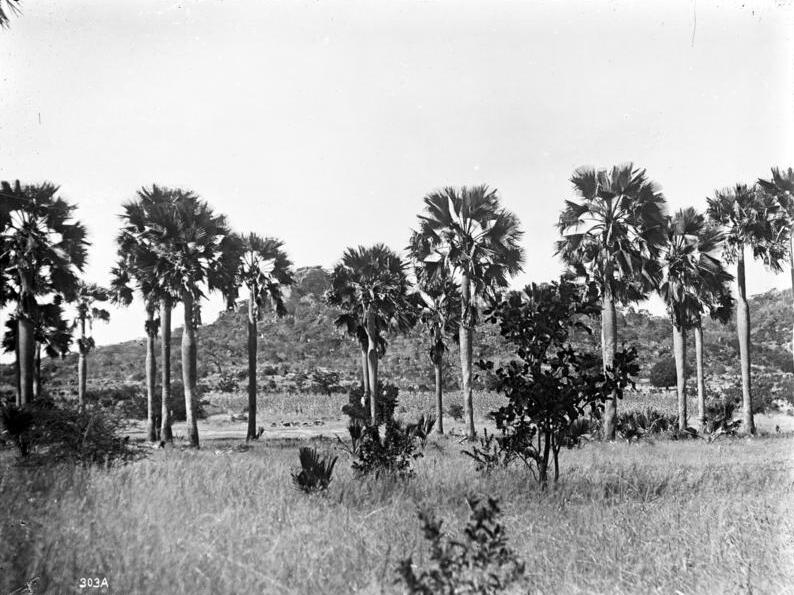